# Voyage, voyage
Voyage, voyage (französisch für „Reise, Reise“) ist ein Lied, das von Dominique Albert Dubois und Jean-Michel Rivat geschrieben und von der französischen Sängerin Desireless aufgenommen wurde. Es erschien im Dezember 1986 als Single aus ihrem Album François und avancierte zum Nummer-eins-Hit.

## Geschichte
Das Stück ist auf Französisch gesungen, ein in Moll gehaltener Up-tempo-Dancesong mit leichten Einflüssen des zu der Zeit populären Subgenres Hi-NRG, der sich 1987 zum überraschenden Charterfolg entwickelte. In Deutschland war es in jenem Jahr die Single, die sich am längsten in den Charts halten konnte. Im Zeitraum von Anfang Juli bis Mitte Dezember konnte sie sich dort auch über fünf Wochen hintereinander die Spitzenposition sichern.

## Musikvideo
Das Musikvideo zu Voyage, voyage entstand unter der Regie von Bettina Rheims und wurde im Dezember 1986 uraufgeführt. Dort tritt der US-amerikanische Schauspieler David Caruso auf.

## Rezeption

### Charts und Chartplatzierungen
Voyage, voyage erreichte die Chartspitze in Deutschland, Norwegen, Österreich und Spanien. In Frankreich verpasste das Lied den Sprung auf Platz eins, blieb jedoch vier Wochen auf Platz zwei sowie 21 Wochen in den Charts, letztmals platzierte es sich am 9. Mai 1987. In Großbritannien erreichte die Originalversion zunächst Platz 53. Nach einem Remix von Pete Hammond und Pete Waterman im Juni 1988, stieg die Single bis Rang fünf der britischen Singlecharts.
1987 belegte das Lied die Chartspitze der Single-Jahrescharts in Deutschland und der Schweiz sowie Rang sieben in Österreich.
| ChartsChartplatzierungen     | Höchstplatzierung | Wochen |
| ---------------------------- | ----------------- | ------ |
| Deutschland (GfK)            | 1 (24 Wo.)        | 24     |
| Frankreich (SNEP)            | 2 (21 Wo.)        | 21     |
| Österreich (Ö3)              | 1 (16 Wo.)        | 16     |
| Schweiz (IFPI)               | 4 (32 Wo.)        | 32     |
| Vereinigtes Königreich (OCC) | 5 (20 Wo.)        | 20     |

| ChartsJahrescharts (1987) | Platzierung |
| ------------------------- | ----------- |
| Deutschland (GfK)         | 1           |
| Österreich (Ö3)           | 7           |
| Schweiz (IFPI)            | 1           |

### Auszeichnungen für Musikverkäufe
| Land/Region          | Auszeichnungen für Musikverkäufe (Land/Region, Auszeichnung, Verkäufe) | Verkäufe |
| -------------------- | ---------------------------------------------------------------------- | -------- |
| Deutschland (BVMI)   | Gold                                                                   | 250.000  |
| Frankreich (SNEP)    | Gold                                                                   | 500.000  |
| Spanien (Promusicae) | Gold                                                                   | 30.000   |
| Insgesamt            | 3× Gold ·                                                              | 780.000  |

## Coverversionen
Im Jahr 2008 coverte die belgische Sängerin Kate Ryan das Lied und erreichte damit unter anderem Platz 13 in Deutschland. Diese Version war auch in sechs anderen Ländern chartplatziert und erreichte zum Teil erneut Positionen unter den Top Ten. Das Lied erschien als Doppelsingle zum Event Eurogames 2007 in Belgien, die zweite Single war die Hymne der Veranstaltung We All Belong. Auch ein Musikvideo wurde zu Voyage, voyage gedreht. Der Song erschien auf dem Album Free.
Die erste deutsche Coverversion wurde ebenfalls 1986 von der Gruppe Fernando Express veröffentlicht. Im Februar 2012 erschien eine Coverversion des Titels auf dem Album Narrow des Projekts Soap&Skin. Weiterhin wurde das Lied 1995 von der russischen Metal-Band Boney NEM gecovert. Von Gregorian und Bananarama existieren ebenfalls Coverversionen.
In Zusammenarbeit mit dem kasachischen DJ und Musikproduzenten Imanbek (Roses) veröffentlichte der mallorquinische House-Produzent DUBOSS 2020 eine Coverversion von Voyage, voyage als Debütsingle.
Eine weitere Coverversion spielte die norwegische Metal-Band Sirenia 2021 auf ihrem Album Riddles, Ruins & Revelations ein.